# يورغن شتوك
يورغن شتوك (بالألمانية: Jürgen Stock)‏ هو محامي ألماني، ولد في 4 أكتوبر 1959 في فتسلار في ألمانيا.